# 斯坦维尔
斯坦维尔（法語：Stainville，法語發音：[stɛ̃vil]）是法国默兹省的一个市镇，属于巴勒迪克区。

## 地理
斯坦维尔（48°39'13"N, 5°11'8"E）面积20.87 平方千米，位于法国大東部大區默兹省，该省份为法国西北部内陆省份，北与比利时接壤，西接马恩省和阿登省，南至上马恩省和孚日省，东临默尔特-摩泽尔省。
与斯坦维尔接壤的市镇（或旧市镇、城区）包括：佩尔图瓦地区奥尔努瓦、佩尔图瓦地区瑞维尼、拉万库尔、索河畔梅尼勒、蒙普洛讷、大楠村、小楠村、佩尔图瓦地区萨沃尼埃。

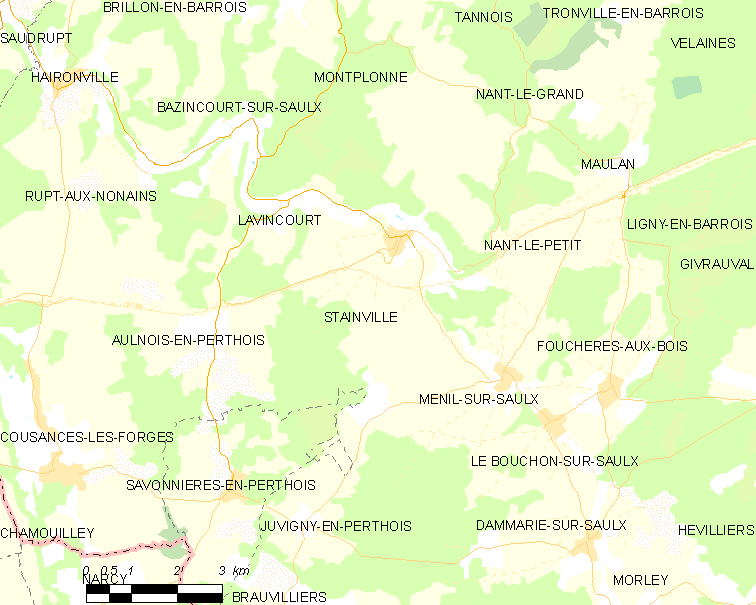
斯坦维尔的OSM定位图

斯坦维尔的时区为UTC+01:00、UTC+02:00（夏令时）。

## 行政
斯坦维尔的邮政编码为55500，INSEE市镇编码为55501。

## 政治
斯坦维尔所属的省级选区为昂塞维尔县。

## 人口

1962-2008年间斯坦维尔人口变化图示

斯坦维尔于2022年1月1日时的人口数量为375人。